# Kosta Protić
Kosta Protić (Коста Протић), född 29 september 1831 i Požarevac, död 4 juni 1892, var en serbisk general och politiker.
Protić studerade 1855 vid artilleriskolan i Berlin, var 1873–75 krigsminister, blev under serbisk-turkiska kriget general och generalstabschef, sedan hovmarskalk. På grund av att hans maka, hovmästarinna hos drottning Natalia, väckt drottningens svartsjuka, förflyttades Protić till Niš 1879 och tog avsked 1882. I kabinettet Nikola Hristić blev han för andra gången krigsminister 1888 och utförde uppdraget att i Wiesbaden ta prins Alexander från hans mor (se "Mémoires de Nathalie, reine de Serbe", 1891). Efter Milan I:s tronavsägelse (1889) övertog Protić jämte Jovan Ristić och Jovan Belimarković regeringen som förmyndare för den omyndige Alexander.